# نخست‌وزیر پاکستان
نخست‌وزیر پاکستان' (اردو:  وزِیرِ اعظم پاکِستان  - Wazīr-ē-Āzam , Urdu pronunciation:؛ عنوان عامیانه " وزیر اعظم ") رئیس دولت پاکستان است و به عنوان "رئیس قوه مجریه جمهوری" منصوب شده‌است. نخست‌وزیر قوه مجریه را رهبری می‌کند، بر رشد اقتصادی نظارت می‌کند، مجلس شورای ملی را رهبری می‌کند، رئیس شورای مشترک‌المنافع و همچنین کابینه را بر عهده دارد و عهده‌دار مقام فرماندهی زرادخانه‌های هسته‌ای است. این جایگاه، دارنده خود را در رهبری ملت و کنترل همه امور سیاست داخلی و خارجی قرار می‌دهد. نخست‌وزیر توسط اعضای مجمع ملی پاکستان می‌شود و بنابراین معمولاً رهبر حزب اکثریت در مجلس است. قانون اساسی پاکستان قدرت اجرایی را در دست نخست‌وزیر قرار می‌دهد، که مسئول تعیین کابینه و همچنین اداره قوه مجریه است، اتخاذ و تفویض تصمیمات اجرایی، انتصابات و ابلاغ توصیه‌ها نیز به تأیید اجرایی نخست‌وزیر نیاز دارد.
نخست‌وزیر بر اساس قانون اساسی در نقش مشاور اصلی رئیس‌جمهور پاکستان در امور حساس فعالیت می‌کند و نقش تعیین‌کننده ای در انتصاب همه شاخه‌های رهبری ارتش و همچنین تضمین کنترل غیرنظامی نیروهای نظامی در مورد ارتش از طریق روسای ستاد مشترک دارد. اختیارات نخست‌وزیر با یک سیستم ظریف تفکیک قوا توسط هر قوه رشد چشمگیری داشته‌است. این جایگاه در سالهای ۱۹۶۰–۷۳، ۱۹۷۷–۸۵ و ۲۰۰۲–۲۰۰۲ به دلیل کودتای نظامی غایب بود. در هر یک از این دوره‌ها، دیکتاتوری نظامی به رهبری رئیس‌جمهور اختیارات نخست‌وزیر را بر عهده داشت.
عمران خان پس از انتخابات سراسری پاکستان که در ۲۵ ژوئیه ۲۰۱۸ برگزار شد، از ۱۸ اوت ۲۰۱۸ مسئولیت نخست‌وزیری را بر عهده داشت. وی بعد از طرح عدم رای اعتماد در ۱۰ آوریل ۲۰۲۲ توسط مجمع ملی پاکستان از نخست‌وزیری پاکستان عزل شد.
در ۱۱ آوریل ۲۰۲۲ شهباز شریف رهبر اپوزیسیون به عنوان نخست‌وزیر پاکستان انتخاب شد.

## تاریخچه
دفتر نخست‌وزیری بلافاصله پس از چندپارگی هند و تأسیس پاکستان در سال ۱۹۴۷ ایجاد شد. نخست‌وزیر در کنار استاندار کل پاکستان به عنوان نماینده پادشاهی بریتانیا فعالیت می‌کرد. اولین نخست‌وزیر پاکستان لیاقت علی خان تا زمان قتلش در ۱۹۵۱ ریاست قوه مجریه را بر عهده داشت.

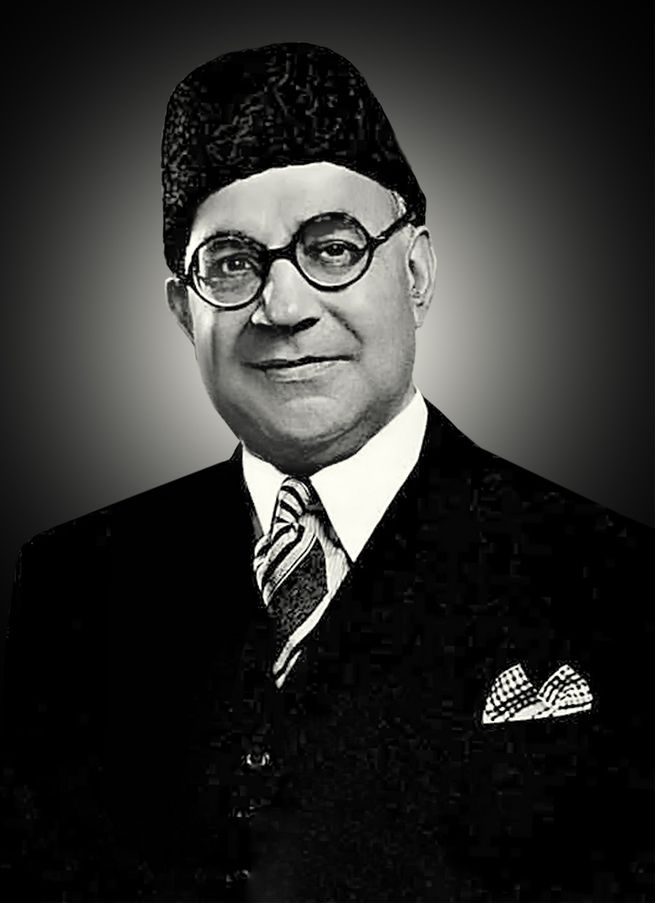
لیاقت علی خان، به عنوان اولین نخست‌وزیر پاکستان پس از استقلال (۱۹۵۱ ۱۹۴۷).